# Magpul PDR
Magpul PDR (Personal Defense Rifle, pol. Karabinek do Obrony Osobistej) to broń w układzie bullpup kalibru 5.56 x 45 mm, skonstruowana przez firmę Magpul Industries. Mimo że jest w ciągłym rozwoju, ma być następcą niektórych pistoletów maszynowych, pistoletów, czy też karabinków szturmowych, np. M4.

## Opis konstrukcji
PDR jest zbudowany w układzie bullpup. Zasilany jest magazynkami zgodnymi z normami STANAG kalibru 5.56 x 45 mm. Szyny Picatinny umożliwiają montowanie celowników optycznych. Wygląd broni jest podobny do P90 (chwyt pistoletowy - tylko w wersji PDR-C). PDR jest przystosowany do strzelców prawo jak i leworęcznych. Suwadło zamka oraz zwalniacz magazynka znajdują się po obu stronach broni.

## Warianty
- PDR-D
- PDR-C